# Women's Super League 2023-2024 (Inghilterra)
La Women's Super League 2023-2024, nota anche come Barclays Women's Super League 2023-2024 per ragioni di sponsorizzazione, è stata la quattordicesima edizione, compresa quella indicata come spring series,  della massima divisione del campionato inglese femminile di calcio e la sesta dopo il rebranding del torneo e della struttura di vertice dei campionati nazionali.
Il campionato è iniziato il 1º ottobre 2023 e si è concluso il 18 maggio 2024, ed è stato vinto dal Chelsea per la quinta volta consecutiva, la settima complessiva, grazie alla migliore differenza reti rispetto al Manchester City, col quale aveva concluso il campionato in testa a pari punti.

## Stagione

### Novità
Dalla Women's Super League 2022-23 è stato retrocesso in Championship il Reading dopo otto stagioni consecutive in massima serie, mentre dalla Championship 2022-23 è stato promosso il Bristol City, al ritorno in WSL dopo due stagioni d'assenza.

### Formula
Le 12 squadre si sono affrontate in un girone all'italiana con partite di andata e di ritorno, per un totale di 22 giornate. La squadra prima classificata è stata decretata campione d'Inghilterra. Le prime tre classificate sono state ammesse all'UEFA Women's Champions League 2024-2025 mentre l'ultima è stata retrocessa in Women's Championship.

### Avvenimenti
Nel corso della stagione è stato battuto per tre volte il record di pubblico per una partita di Women's Super League e in tutti e tre i casi per una partita casalinga dell'Arsenal all'Emirates Stadium. Il record è stato battuto una prima volta il 1º ottobre 2023, con 54 115 spettatori per la partita valida per la prima giornata tra Arsenal e Liverpool. La seconda volta è stato battuto il 10 dicembre successivo, con 59 042 spettatori per la partita valida per la nona giornata tra Arsenal e Chelsea. La terza volta è stato battuto il 17 febbraio 2024, con 60 160 spettatori per la partita valida per la quattordicesima giornata tra Arsenal e Manchester United. La partita tra Arsenal e Tottenham della quindicesima giornata fu giocata sempre all'Emirates Stadium davanti a un pubblico di 60 050 spettatori, seconda affluenza dopo quella registrata due settimane prima.

## Squadre partecipanti
| Club              | Stagione | Città      | Stadio                             | Stagione precedente               |
| ----------------- | -------- | ---------- | ---------------------------------- | --------------------------------- |
| Arsenal           | dettagli | Londra     | Meadow Park (Borehamwood)          | 3º posto in Women's Super League  |
| Aston Villa       | dettagli | Birmingham | Bescot Stadium (Walsall)           | 5º posto in Women's Super League  |
| Brighton & Hove   | dettagli | Brighton   | Broadfield Stadium (Crawley)       | 11º posto in Women's Super League |
| Bristol City      | dettagli | Bristol    | Ashton Gate Stadium                | 1º posto in Women's Championship  |
| Chelsea           | dettagli | Londra     | Kingsmeadow (Kingston upon Thames) | 1º posto in Women's Super League  |
| Everton           | dettagli | Liverpool  | Walton Hall Park                   | 6º posto in Women's Super League  |
| Leicester City    | dettagli | Leicester  | Leicester City Stadium             | 10º posto in Women's Super League |
| Liverpool         | dettagli | Liverpool  | Prenton Park (Birkenhead)          | 7º posto in Women's Super League  |
| Manchester City   | dettagli | Manchester | Manchester City Academy Stadium    | 4º posto in Women's Super League  |
| Manchester United | dettagli | Manchester | Leigh Sports Village (Leigh)       | 2º posto in Women's Super League  |
| Tottenham         | dettagli | Londra     | Brisbane Road                      | 9º posto in Women's Super League  |
| West Ham          | dettagli | Londra     | Victoria Road (Dagenham)           | 8º posto in Women's Super League  |

## Classifica finale
|  | Pos. | Squadra           | Pt | G  | V  | N | P  | GF | GS | DR  |
|  | ---- | ----------------- | -- | -- | -- | - | -- | -- | -- | --- |
|  | 1.   | Chelsea           | 55 | 22 | 18 | 1 | 3  | 71 | 18 | +53 |
|  | 2.   | Manchester City   | 55 | 22 | 18 | 1 | 3  | 61 | 15 | +46 |
|  | 3.   | Arsenal           | 50 | 22 | 16 | 2 | 4  | 53 | 20 | +33 |
|  | 4.   | Liverpool         | 41 | 22 | 12 | 5 | 5  | 36 | 28 | +8  |
|  | 5.   | Manchester United | 35 | 22 | 10 | 5 | 7  | 42 | 32 | +10 |
|  | 6.   | Tottenham         | 31 | 22 | 8  | 7 | 7  | 31 | 36 | -5  |
|  | 7.   | Aston Villa       | 24 | 22 | 7  | 3 | 12 | 27 | 43 | -16 |
|  | 8.   | Everton           | 23 | 22 | 6  | 5 | 11 | 24 | 37 | -13 |
|  | 9.   | Brighton & Hove   | 19 | 22 | 5  | 4 | 13 | 26 | 48 | -22 |
|  | 10.  | Leicester City    | 18 | 22 | 4  | 6 | 12 | 26 | 45 | -19 |
|  | 11.  | West Ham          | 15 | 22 | 3  | 6 | 13 | 20 | 45 | -25 |
|  | 12.  | Bristol City      | 6  | 22 | 1  | 3 | 18 | 20 | 70 | -50 |

Legenda:
      Campione d'Inghilterra e ammessa alla UEFA Women's Champions League 2024-2025.
      Ammessa alla UEFA Women's Champions League 2024-2025.
      Retrocessa in Women's Championship 2024-2025.
Note:
Tre punti a vittoria, uno a pareggio, zero a sconfitta.

## Risultati

### Tabellone
|                   | Ars  | AsV  | BHA  | Bri  | Che  | Eve  | LeC  | Liv  | MaC  | MaU  | Tot  | WeH  |
| ----------------- | ---- | ---- | ---- | ---- | ---- | ---- | ---- | ---- | ---- | ---- | ---- | ---- |
| Arsenal           | –––– | 2-1  | 5-0  | 5-0  | 4-1  | 2-1  | 3-0  | 0-1  | 2-1  | 3-1  | 1-0  | 3-0  |
| Aston Villa       | 1-3  | –––– | 1-0  | 2-2  | 0-6  | 1-2  | 2-2  | 1-4  | 1-2  | 1-2  | 2-4  | 1-1  |
| Brighton & Hove   | 0-3  | 0-1  | –––– | 3-2  | 0-3  | 1-2  | 2-2  | 0-1  | 1-4  | 2-2  | 1-3  | 0-2  |
| Bristol City      | 1-2  | 0-2  | 3-7  | –––– | 0-3  | 0-4  | 2-4  | 0-1  | 0-4  | 0-2  | 0-1  | 1-2  |
| Chelsea           | 3-1  | 3-0  | 4-2  | 8-0  | –––– | 3-0  | 5-2  | 5-1  | 0-1  | 3-1  | 2-1  | 2-0  |
| Everton           | 1-1  | 1-2  | 1-2  | 2-2  | 0-3  | –––– | 0-1  | 0-0  | 1-4  | 0-5  | 2-2  | 2-0  |
| Leicester City    | 2-6  | 0-1  | 2-3  | 5-2  | 0-4  | 1-0  | –––– | 0-4  | 0-1  | 0-1  | 1-1  | 1-1  |
| Liverpool         | 0-2  | 2-0  | 4-0  | 1-1  | 4-3  | 0-1  | 2-1  | –––– | 1-4  | 1-0  | 1-1  | 3-1  |
| Manchester City   | 1-2  | 2-1  | 0-1  | 5-0  | 1-1  | 2-1  | 2-0  | 5-1  | –––– | 3-1  | 7-0  | 5-0  |
| Manchester United | 2-2  | 2-1  | 2-0  | 2-0  | 0-6  | 4-1  | 1-1  | 1-2  | 1-3  | –––– | 2-2  | 5-0  |
| Tottenham         | 1-0  | 1-2  | 1-1  | 3-1  | 0-1  | 1-1  | 1-0  | 1-1  | 0-2  | 0-4  | –––– | 3-1  |
| West Ham          | 2-1  | 2-3  | 0-0  | 2-3  | 0-2  | 0-1  | 1-1  | 1-1  | 0-2  | 1-1  | 3-4  | –––– |

## Statistiche

### Classifica marcatrici
Fonte: sito BBC.
| Gol |  |  | Giocatore          | Squadra           |
| --- |  |  | ------------------ | ----------------- |
| 21  |  |  | Khadija Shaw       | Manchester City   |
| 13  |  |  | Lauren James       | Chelsea           |
| 13  |  |  | Elisabeth Terland  | Brighton & Hove   |
| 12  |  |  | Alessia Russo      | Arsenal           |
| 11  |  |  | Aggie Beever-Jones | Chelsea           |
| 11  |  |  | Lauren Hemp        | Manchester City   |
| 9   |  |  | Amalie Thestrup    | Bristol City      |
| 8   |  |  | Rachel Daly        | Aston Villa       |
| 8   |  |  | Bethany Mead       | Arsenal           |
| 8   |  |  | Sjoeke Nüsken      | Chelsea           |
| 8   |  |  | Nikita Parris      | Manchester United |
| 7   |  |  | Stina Blackstenius | Arsenal           |
| 7   |  |  | Sophie Roman Haug  | Liverpool         |
| 7   |  |  | Guro Reiten        | Chelsea           |
| 7   |  |  | Martha Thomas      | Tottenham         |